# Zsűri Nagydíja (Velencei Filmfesztivál)
A zsűri különdíja (Premio Speciale della Giuria) elismerést 1951 óta ítélik oda a Velencei Filmfesztiválon.

## Díjazottak
- 1951 Elia Kazan – A vágy villamosa (A Streetcar Named Desire)
- 1958 Louis Malle – Szeretők (Les Amants) és Francesco Rosi – A kihívás (La sfida)
- 1959 Ingmar Bergman – Arc (Ansiktet)
- 1960 Luchino Visconti – Rocco és fivérei (Rocco e i suoi fratelli)
- 1961 Alekszandr Alov és Vlagyimir Naumovics Naumov – Békét az érkezőknek (Мир входящему)
- 1962 Jean-Luc Godard – Éli az életét (Vivre sa vie)
- 1963 Louis Malle – Lidércfény (Le feu follet) és Igor Talankin – Vstuplenie
- 1964 Pier Paolo Pasolini – Máté evangéliuma (Il Vangelo secondo Matteo) és Grigorij Kozincev Hamlet (Gamlet)
- 1965 Luis Buñuel – Oszlopos Simeon (Simón del desierto), Marlen Hucijev Mi, húszévesek (Мне двадцать лет) és Leif Krantz – Mobyga Mindre Män
- 1966 Conrad Rooks – Chappaqua és Alexander Kluge – Búcsú a tegnaptól (Abschied von gestern)
- 1967 Marco Bellocchio – Kína közel van (La Cina è vicina) és Jean-Luc Godard – A kínai lány (La Chinoise)
- 1968 Carmelo Bene – Nostra Signora dei Turchi és Robert Lapojade – Le Socrate
- 1969-1980 - Nem adtak ki díjakat, megszűnt a versenyjelleg
- 1981 Nanni Moretti – Sogni d'oro és Leon Hirszman – Eles não usam black tie
- 1982 Krzysztof Zanussi – Imperatívusz (Imperativ)
- 1983 Georges Rouquier – Biguefarre
- 1984 Otar Ioszeliani – A Hold kegyeltjei (Le favoris de la lune)
- 1985 Fernando E. Solanas – Tangók – Gardel száműzetése (Tangos. El exilio de Gardel)
- 1986 Szergej Szolovjev – Чужая белая и рябой és Francesco Maselli – Storia d'amore
- 1987 Kjell Grede – Hip hip hurra!
- 1988 Sembène Ousmane és Thierno Faty Sow – Camp de Thiaroye
- 1989 Otar Ioszeliani – És lőn világosság (Et la lumière fut)
- 1990 Jane Campion – Egy angyal az asztalomnál (An Angel at My Table)
- 1991 Manoel de Oliveira – A Divina Comédia
- 1992 Mario Martone – Morte di un matematico napoletano
- 1993 Rolf De Heer – Rosszcsont Bubby (Bad Boy Bubby)
- 1994 Oliver Stone – Született gyilkosok (Natural Born Killers)
- 1995 João César Monteiro – Isteni komédia (A Comédia de Deus) és Giuseppe Tornatore – A csillagos ember (L'uomo delle Stelle)
- 1996 Otar Ioszeliani – Brigantik (Brigands)
- 1997 Paolo Virzì – Piero világa (Ovosodo)
- 1998 Lucian Pintilie – Terminus Parabys
- 1999 Abbas Kiarostami – Szelek szárnyán (The Wind Will Carry Us)
- 2000 Julian Schnabel – Mielőtt leszáll az éj (Before Night Falls)
- 2001 Ulrich Seidl – Kánikula (Hundstage)
- 2002 Andrej Koncsalovszkij – Őrültek háza (Dom Durakov - La maison des fous)'
- 2003 Randa Chahal Sabbag – Le cerf-volant
- 2004 Alejandro Amenábar – A belső tenger (Mar Adentro)
- 2005 Abel Ferrara – Mária Magdolna (Mary)
- 2006 Mahamat Saleh Haroun – Daratt
- 2007 Todd Haynes – I'm Not There
- 2008 Haile Gerima - Teza
- 2009 Fatih Akın - (Soul Kitchen)
- 2010 Jerzy Skolimowski – Ölésre ítélve (Essential Killing)
- 2011 Emanuele Crialese – A tenger törvénye (Terraferma)
- 2012 Ulrich Seidl – A Hit paradicsoma (Paradise: Faith)
- 2013 Tsai Ming-liang – Stray Dogs
- 2014 Joshua Oppenheimer – A csend képe (The Look of Silence)
- 2015 Charlie Kaufman – Anomalisa
- 2016 Tom Ford – Éjszakai ragadozók (Nocturnal Animals)
- 2017 Samuel Maoz – Foxtrot
- 2018 Jórgosz Lánthimosz – A kedvenc (The Favourite)

## Külső hivatkozások
- A fesztivál honlapja (olaszul)(angolul)